# 塞兹河畔拉罗克
塞茲河畔拉罗克（法語：La Roque-sur-Cèze，法語發音：[la ʁɔk syʁ sɛz]）是法国加尔省的一个市镇，位于该省东北部，属于尼姆区。

## 地理
塞兹河畔拉罗克（44°11'37"N, 4°31'10"E）面积8.37 平方千米，位于法国奧克西塔尼大區加尔省，该省份为法国南部沿海省份，南端濒地中海，北起顺时针与阿尔代什省、沃克吕兹省、罗讷河口省、埃罗省、阿韦龙省和洛泽尔省接壤。
与塞兹河畔拉罗克接壤的市镇（或旧市镇、城区）包括：科尔尼永、萨布朗、圣昂德雷多莱拉尔盖、圣洛朗德卡尔诺尔、圣米歇尔德泽、韦尔弗伊。

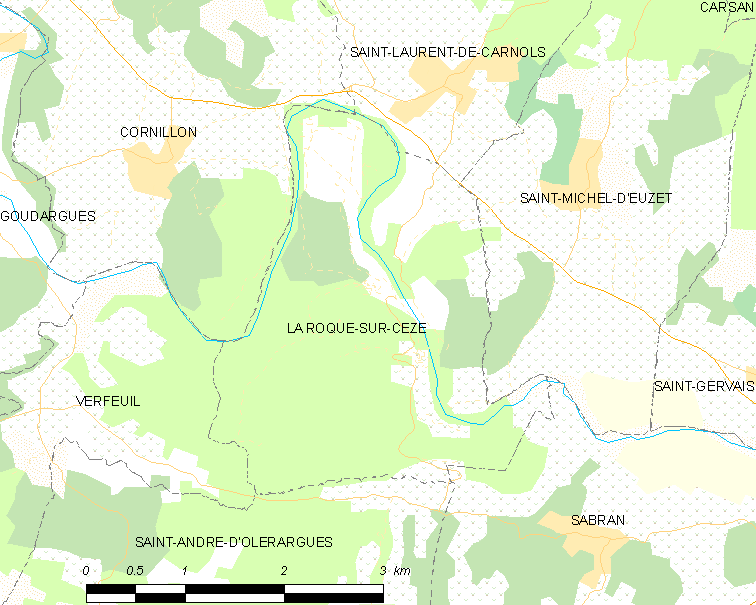
塞兹河畔拉罗克的OSM定位图

塞兹河畔拉罗克的时区为UTC+01:00、UTC+02:00（夏令时）。

## 行政
塞兹河畔拉罗克的邮政编码为30200，INSEE市镇编码为30222。

## 政治
塞兹河畔拉罗克所属的省级选区为蓬圣埃斯普里县。

## 人口

1962-2008年间塞兹河畔拉罗克人口变化图示

塞兹河畔拉罗克于2022年1月1日时的人口数量为174人。